# Fritz Wehl
Fritz Wehl (* 24. Juni 1848 in Celle; † 24. August 1925 ebenda) war Lederfabrikant und Mitglied des Deutschen Reichstags.

## Leben

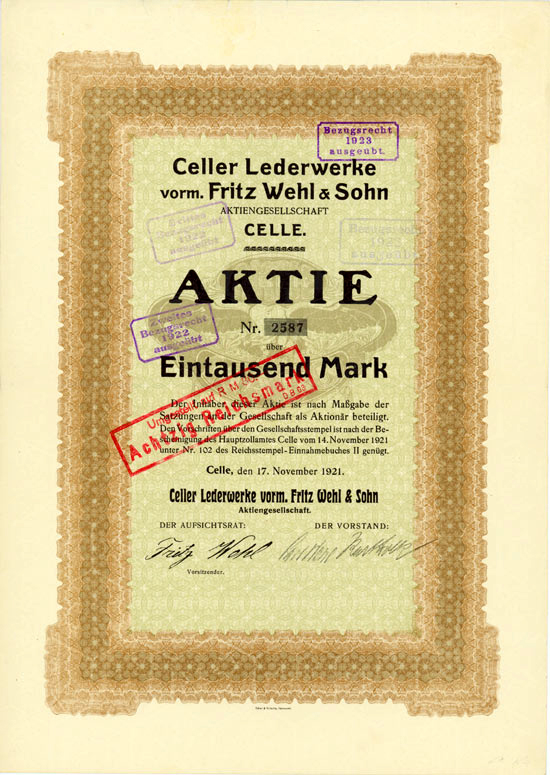
Aktie der Celler Lederwerke, vormals Fritz Wehl & Sohn AG von 1921

Wehl besuchte erst die Bürgerschule und später das Gymnasium und die Handelsschule zu Celle. Er erlernte das Lohgerberei-Gewerbe in vierjähriger praktischer Lehrzeit, ging von 1867 bis 1870 als Geselle auf die Wanderschaft und arbeitete während derselben in verschiedenen Gerbereien in Deutschland und in der Schweiz. Im März 1870 kehrte er zurück, trat bei der Mobilmachung als Einjährig-Freiwilliger beim 17. Westfälischen Infanterie-Regiment ein und machte bei demselben den Krieg bis zum Ende mit. Von 1875 bis 1879 war er Geschäftsführer der bedeutenden Lederfabrik in Walsrode, 1879 assoziierte er sich mit seinem Stiefvater und gründete gemeinschaftlich mit demselben die Firma August Wehl & Sohn, Celle. 1901 trat er aus derselben aus und gründete 1903 mit seinem Sohn die Celler Lederwerke. Als Folge der Inflation wurde die Firma 1929 liquidiert.
Nach mehrjähriger Tätigkeit als Stadtverordneten-Vorsteher wurde Fritz Wehl 1902 zum Senator der Stadt Celle gewählt. Er war Mitglied der Handelskammer Hannover seit 1888, Vorsitzender des Aufsichtsrats der Celler Schleppschiffahrt-Gesellschaft, Vorsitzender des Vorstandes der Kreisbahn Celle-Bergen, desgleichen der Kleinbahn Celler-Wittingen A.-G. und Mitglied des Ausschusses der Reichsbank-Hauptstelle Hannover. Seit 1888 war er Mitglied in der Freimaurer-Loge Zum Hellleuchtenden Stern in Celle und von 1904 bis 1925 der Meister vom Stuhl dieser Loge.
Von Mai 1902 bis 1903 und von 1907 bis 1912 war er Mitglied des Deutschen Reichstags für den Wahlkreis Hannover 14 (Gifhorn, Celle, Peine, Burgdorf) und die Nationalliberale Partei.

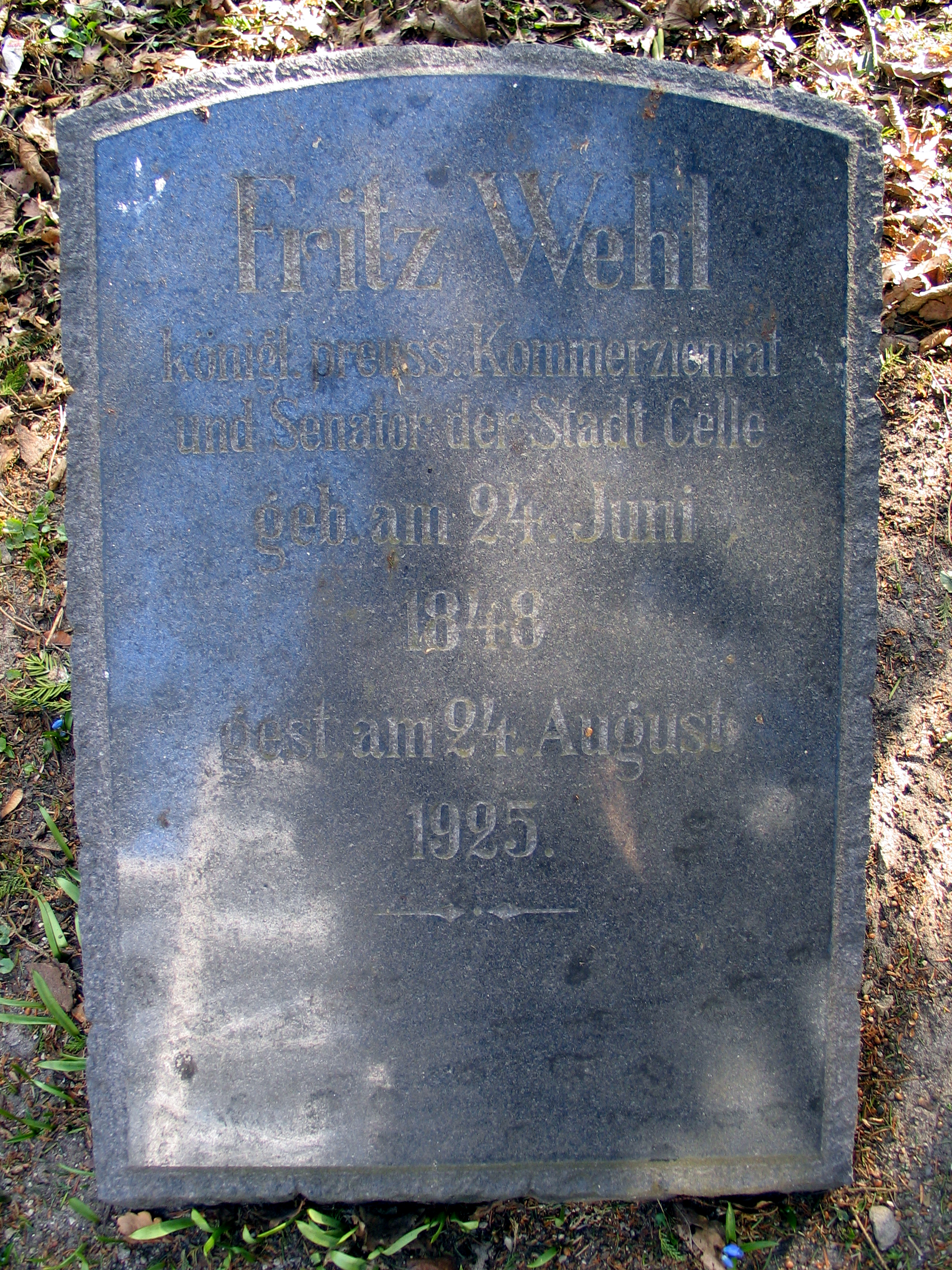
Grabstein auf dem Hehlentorfriedhof

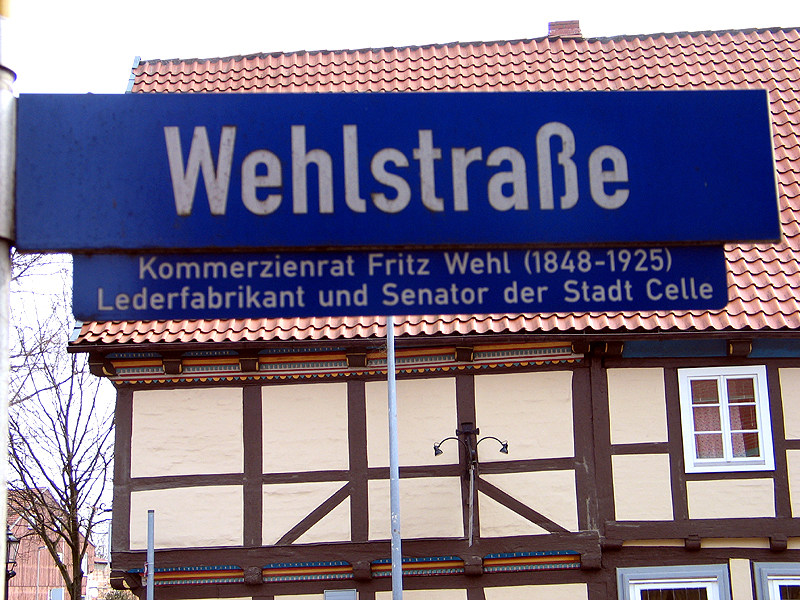
Legende am Straßenschild der Wehlstraße in Celle

Fritz Wehl wurde auf dem östlichen Teil des Hehlentorfriedhofs bestattet; der Grabstein hat sich dort bis heute (2013) erhalten. Die Stadt Celle ehrte ihren Senator mit der Benennung der Wehlstraße.